# Gwatemala na Mistrzostwach Świata w Lekkoatletyce 2015
Gwatemala na Mistrzostwach Świata w Lekkoatletyce 2015 – reprezentacja Gwatemali podczas Mistrzostw Świata w Pekinie liczyła 7 zawodników, z których żaden nie zdobył medalu.

## Występy reprezentantów Gwatemali

### Mężczyźni
| Konkurencja   | Zawodnik            | Runda 1  | Runda 1 | Półfinał | Półfinał | Finał        | Finał   |
| Konkurencja   | Zawodnik            | Rezultat | Pozycja | Rezultat | Pozycja  | Rezultat     | Pozycja |
| ------------- | ------------------- | -------- | ------- | -------- | -------- | ------------ | ------- |
| Chód na 20 km | José María Raymundo | —        | —       | —        | —        | 1:29:01      | 48.     |
| Chód na 50 km | Erick Barrondo      | —        | —       | —        | —        | DSQ          | DSQ     |
| Chód na 50 km | Jaime Quiyuch       | —        | —       | —        | —        | 3:67:41 (SB) | 29.     |
| Chód na 50 km | Luis Ángel Sánchez  | —        | —       | —        | —        | 4:09:26      | 36.     |

### Kobiety
| Konkurencja   | Zawodniczka    | Runda 1  | Runda 1 | Półfinał | Półfinał | Finał    | Finał   |
| Konkurencja   | Zawodniczka    | Rezultat | Pozycja | Rezultat | Pozycja  | Rezultat | Pozycja |
| ------------- | -------------- | -------- | ------- | -------- | -------- | -------- | ------- |
| Chód na 20 km | Mayra Herrera  | —        | —       | —        | —        | 1:39:23  | 39.     |
| Chód na 20 km | Mirna Ortiz    | —        | —       | —        | —        | 1:31:32  | 12.     |
| Chód na 20 km | Maritza Poncio | —        | —       | —        | —        | 1:35:53  | 28.     |